# Karl Oskar Arends

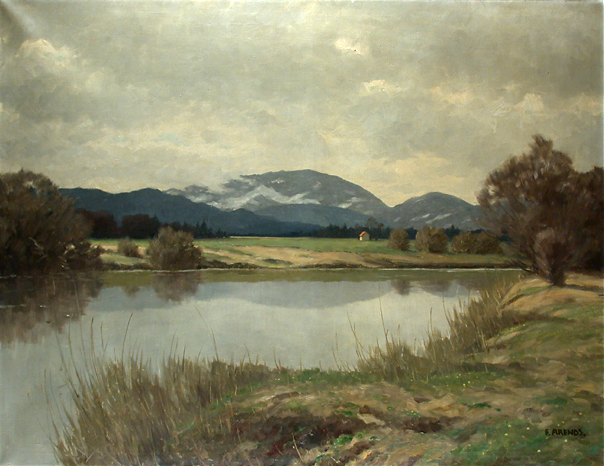
Blick auf Gebirgslandschaft

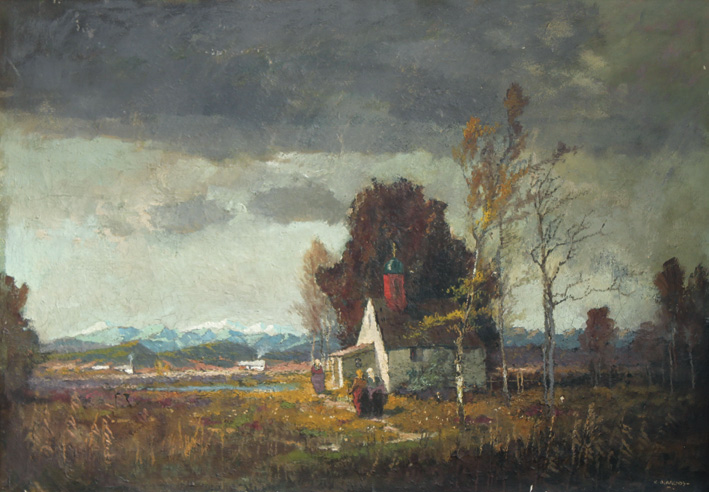
Karl Oskar Arends – Voralpenlandschaft mit Kapelle mit rotem Glockenturm

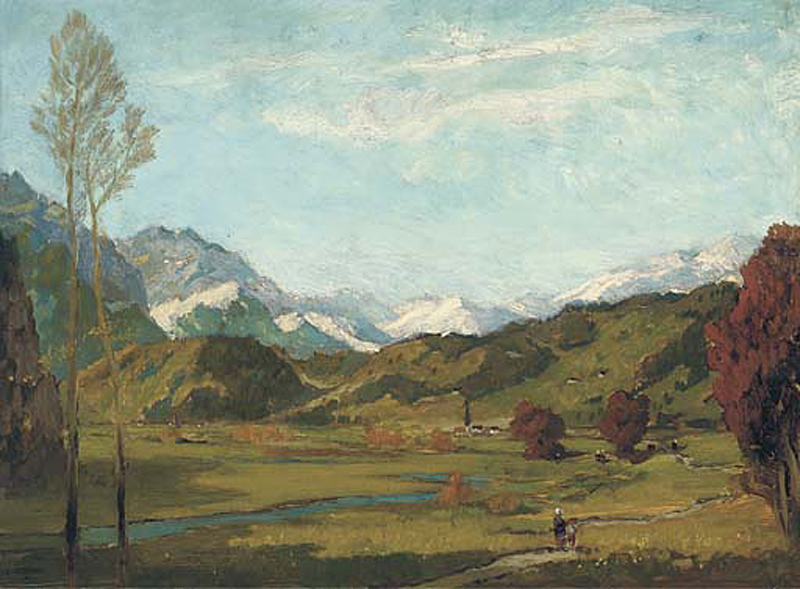
Karl Oskar Arends – Kirchgänger in Alpenlandschaft

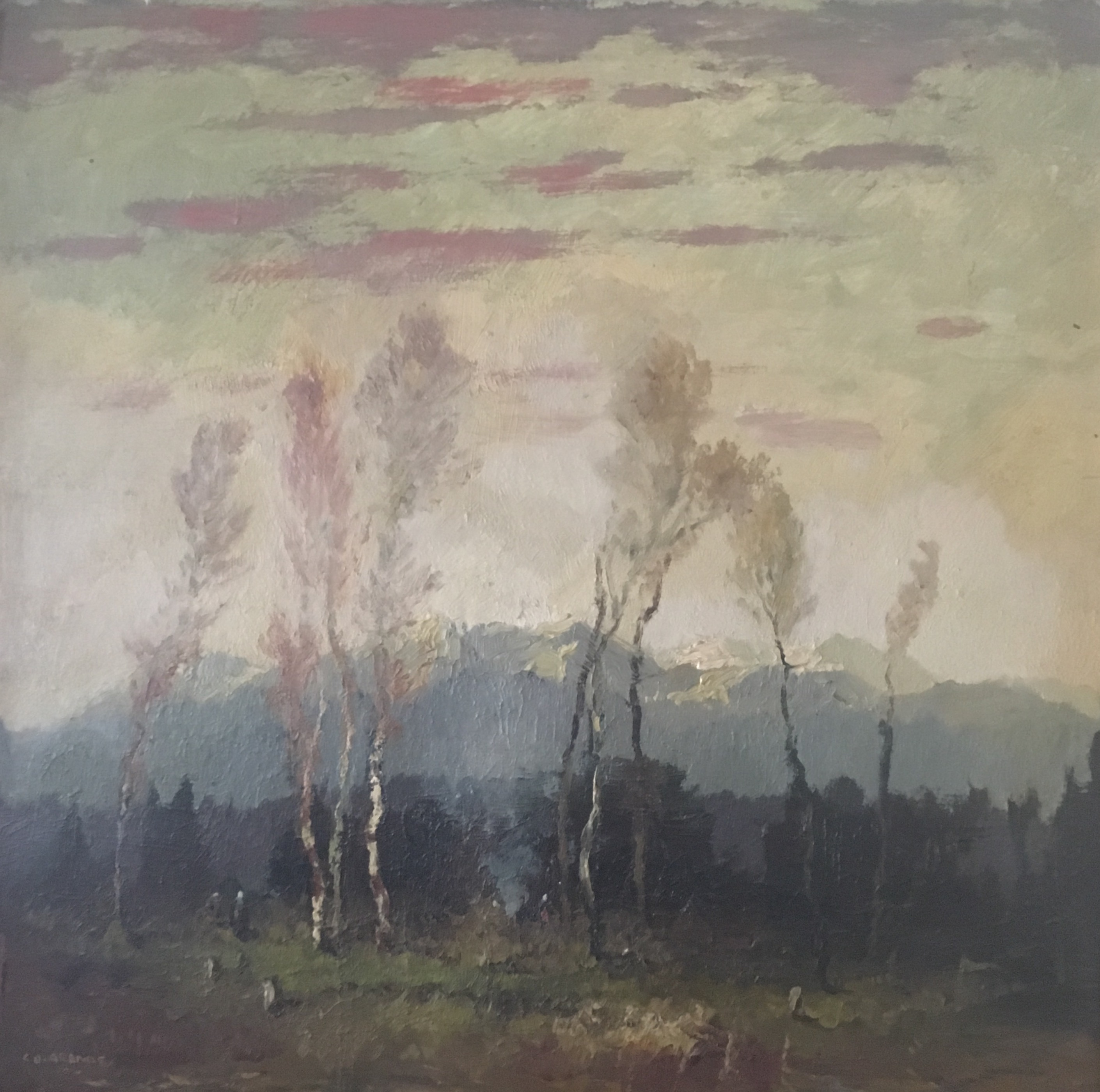
Karl Oskar Arends – Beerensammler im Dachauer Moos

Carl Oskar Arends (* 8. April 1863 in Plauen; † 1. Oktober 1932 in München) war ein deutscher Landschaftsmaler. Er signierte meist mit C. O. Arends oder C.O. Arends M.

## Leben und Werk
Carl Oskar Arends begann seine künstlerische Ausbildung bei Karl Moßdorf an der Altenburger Lindenau-Museumsschule. Danach studierte er von 1881 bis 1883 an der Dresdner Kunstakademie und wurde von 1883 bis 1886 Schüler von Friedrich Preller dem Jüngeren.
1886 ließ sich Arends in München nieder und wurde als freischaffender Landschaftsmaler tätig. Hier entwickelte er eine naturalistische Landschaftsmalerei, die er mit den Errungenschaften der Münchner Schule verband. Seine Bilder zeigten öfters die Landschaft des Dachauer Mooses. In den 1890er Jahren wurde sein Werk stark von Josef Wenglein beeinflusst und das tonige Kolorit wurde kräftiger.
Er wurde Mitglied der Münchner „Luitpold-Gruppe“ und der Allgemeinen Deutschen Kunstgenossenschaft. Seine Werke befinden sich u. a. in den Sammlungen des Lindenau-Museums Altenburg und des Vogtlandmuseums Plauen.